# Спектър
Вижте пояснителната страница за други значения на Спектър.
Спе́ктър (на латински: spectrum – видение) или диапазòн във физиката означава разпределението на стойностите на дадена физична величина в изследван обект (сложен сигнал, многокомпонентна среда и др.) във функция от честотата, дължината на вълната или, по-рядко, друга физична величина (енергия или маса). Обикновено спектърът се обозначава с електромагнитния спектър – разпределението на интензитета на електромагнитното излъчване по честоти или дължини на вълните. Спектър и диапазон се използват в смисъл на обхват и в други области, като например в математика, биология и социални науки.
Измерителна единица на спектъра е размерността на обемната енергийна плътност или повърхностната плътност на мощността, разделена на размерността на аргумента: ако той е честота, тогава единицата е {\displaystyle {\frac {J/m^{3}}{Hz}}} или {\displaystyle {\frac {W/m^{2}}{Hz}}}, а ако е дължина на вълната, тя е {\displaystyle {\frac {J/m^{3}}{m}}} или {\displaystyle {\frac {W/m^{2}}{m}}}. Често се дава в относителни безразмерни единици.
В научна употреба терминът „спектър“ е въведен от Исак Нютон през 1671 – 1672 г., за да обозначи многоцветна лента, подобна на дъгата, която се получава, когато слънчевият лъч преминава през триъгълна стъклена призма.

## Видове спектри
Спектрите могат да се класифицират според вида на физичната величина, характера на разпределението на нейните стойности или според физичните процеси, от които се получават.

### Според вида на физичната величина
- Електромагнитен спектър – съвкупност от всички честотни диапазони на електромагнитните вълни.
- Масов спектър – съвкупност от стойности на масите на елементарни частици.
- Енергиен спектър – набор или диапазон от възможни енергийни стойности за частица в конкретна (обикновено квантова) система.
- Неутронен спектър – функция, която описва енергийното разпределение на неутроните.

### Според разпределението на физичната величина
- Дискретни (линии),
- Непрекъснати (плътни),
- Комбинирани – наслагване на дискретни и непрекъснати спектри.

Примери за линейни спектри включват масспектри и спектри на свързани електронни преходи на атом; примери за непрекъснати спектри са спектърът на електромагнитното излъчване на нагрято твърдо тяло и спектърът на свободни електронни преходи на атом; примери за комбинирани спектри са емисионните спектри на звездите, където хромосферните абсорбционни линии или повечето звукови спектри се наслагват върху непрекъснатия спектър на фотосферата.

### Според физичните процеси, създаващи спектъра
По този начин, според вида на взаимодействието на лъчението с материята, спектрите се разделят на емисионни (спектри на излъчване), абсорбционни (спектри на поглъщане) и спектри на разсейване.
- Емисионен спектър – набор от честоти на електромагнитно излъчване, излъчвано от атом или молекула при преход към по-ниско енергийно ниво.
- Спектър на поглъщане – набор от честоти на електромагнитно излъчване, поглъщано от атом или молекула при преход към по-високо енергийно ниво.
- Спектър на разсейване – набор от честоти на електромагнитно излъчване, разсейвано от атом или молекула при облъчване.

Електромагнитният спектър  е разделен на отделни видове в зависимост от честотата или дължината на вълната, например:
- Видим спектър на светлината – частта от електромагнитния спектър, която може да се възприеме от човешкото око.

- Звуков или акустичен спектър – частта от електромагнитния спектър, която може да се възприеме от човешкото ухо.
- Радиовълнов спектър.
- Микровълнов спектър.
- Инфрачервен спектър.
- Ултравиолетов спектър.
- Рентгенов спектър.
- Гама-спектър.